# Comte de Chesterfield
Le titre comte de Chesterfield a été créé dans la pairie d'Angleterre pour une famille d'aristocrates du Derbyshire en Angleterre.
Leur siège ancestral est Bretby Hall à Bretby, Derbyshire, et leur nom de famille est "Stanhope". 
À la mort du 13e comte, le titre s'est éteint, car il ne reste plus aucun descendant mâle du 1er comte.

## Comte de Chesterfield (1628)

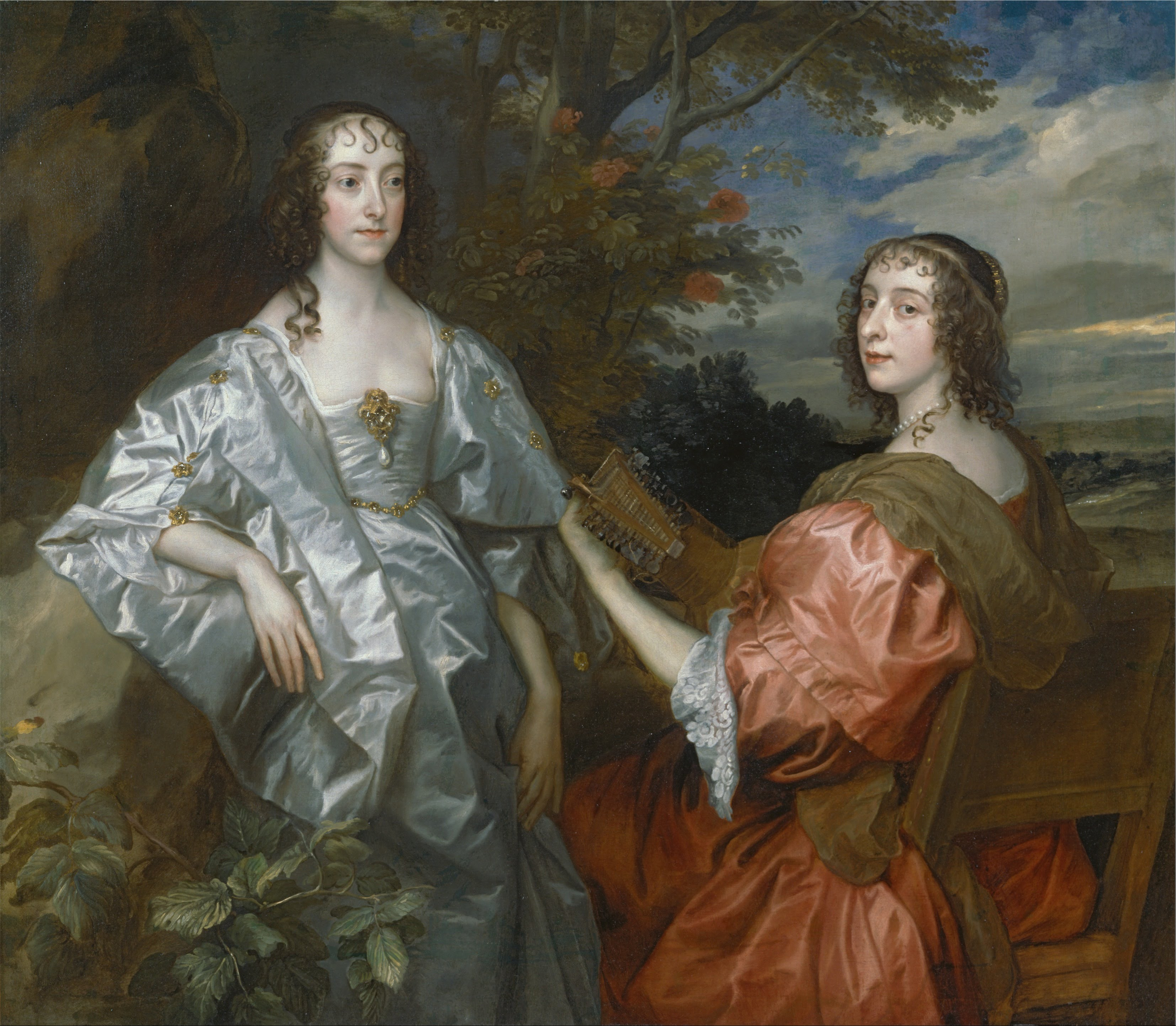
La Comtesse Catherine de Chesterfield
et la Comtesse Lucy de Huntingdon
par Antoine van Dyck, 1636-1640
Centre d'art britannique de Yale

- 1628-1656 : Philip Stanhope (1583/84-1656) ;
- 1656-1714 : Philip Stanhope (1634-1714) ;
- 1714-1726 : Philip Stanhope (1672-1726) ;
- 1726-1773 : Philip Dormer Stanhope (1694-1773), diplomate et homme de lettres ;
- 1773-1815 : Philip Stanhope, 5e comte de Chesterfield (1755-1815) ;
- 1815-1866 : George Stanhope, 6e comte de Chesterfield (1805-1866) ;
- 1866-1871 : George Philip Cecil Arthur Stanhope (1831-1871) ;
- 1871-1883 : George Philip Stanhope (1822-1883) ;
- 1883-1887 : Henry Edwyn Chandos Scudamore-Stanhope (1821-1887) ;
- 1887-1933 : Edwyn Francis Scudamore-Stanhope (1854-1933) ;
- 1933-1935 : Henry Scudamore-Stanhope (1855-1935) ;
- 1935-1952 : Edward Henry Scudamore-Stanhope (en) (1889-1952) ;
- 1952-1967 : James Richard Stanhope (1880-1967), 7e comte Stanhope (en).